# تشرونکا (ناحیه اولومووتس)
تشرونکا (به چکی: Červenka) یک منطقهٔ مسکونی در جمهوری چک است که در ناحیه اولومووتس واقع شده‌است. تشرونکا ۱۱٫۳ کیلومتر مربع مساحت و ۱٬۴۴۱ نفر جمعیت دارد و ۲۳۶ متر بالاتر از سطح دریا واقع شده‌است.